# Roermond (gemeente)

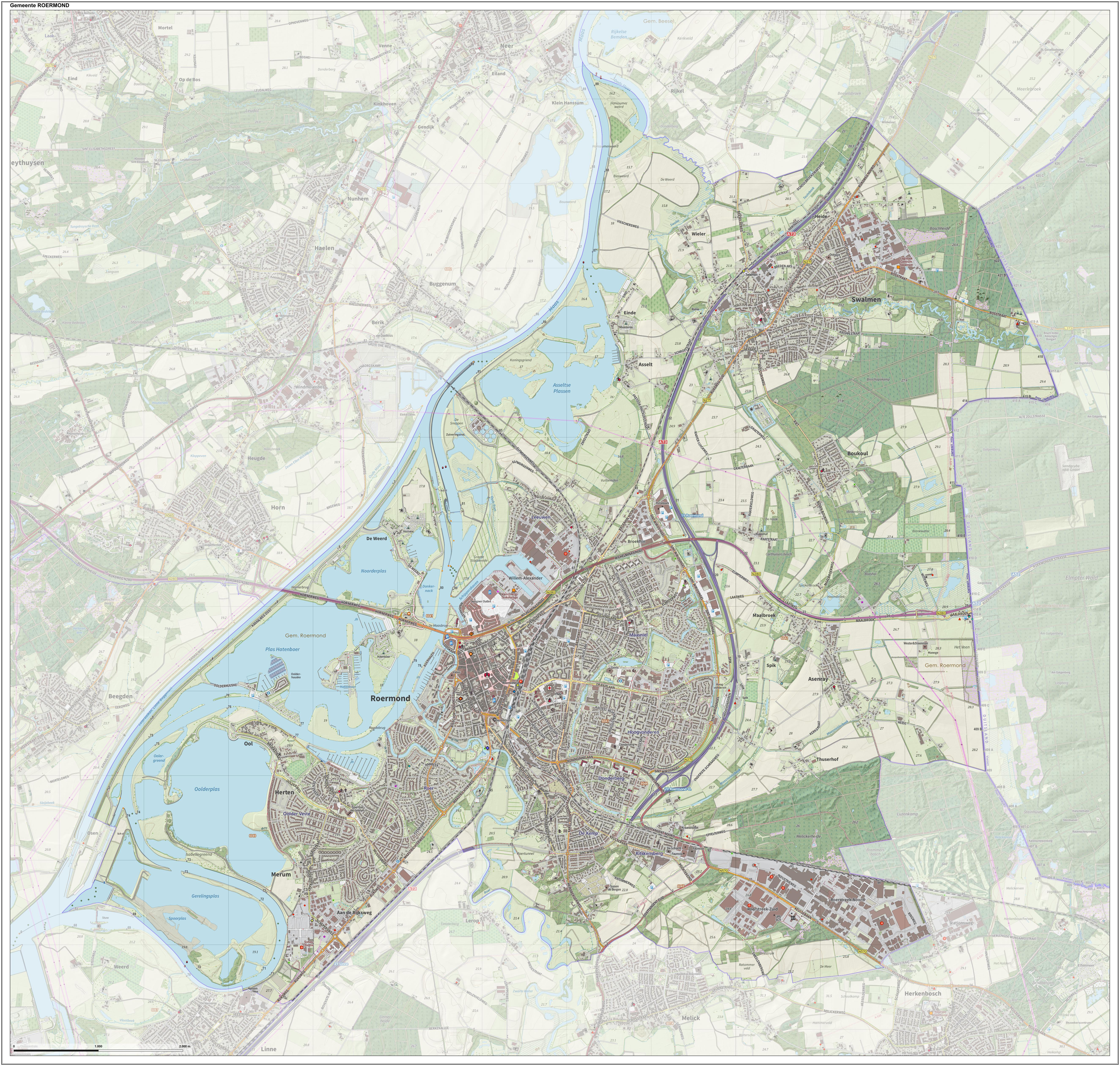
Topografische gemeentekaart van Roermond, september 2022

Roermond (uitspraakⓘ; Limburgs: Remunj) is een gemeente in het midden van de Nederlandse provincie Limburg. Zij telt 60.743 inwoners (22 november 2024, bron: CBS) en heeft een oppervlakte van 74,19 km². De gemeente kent twee Oost-Limburgse dialecten: het Roermonds en het Swalms.

## Bestuurlijke indeling

### Indeling
- Roermond
  - 'Stadsdeel' Roermond (stad)
    - Centrum
      - Binnenstad
      - Roerzicht-Voorstad
        - Roerzicht
        - Voorstad
        - Hammerveld
        - Voorstad Sint Jacob

      - Roer-Zuid
      - Maas en Maashaven
        - Hatenboer (Buurtschap)
        - De Weerd (Buurtschap)

    - Roermond-Oost
      - Roermondse Veld
      - Vrijveld

    - Roermond-Zuid
      - Kapel-Muggenbroek
        - Kapel in 't Zand
        - Gulickerweijde

      - De Kemp
      - Kitskensberg en omgeving
        - Kitskensdal
        - Kitskensberg/heide

    - Donderberg en Roosendael
      - Componistenbuurt
      - Vliegeniersbuurt
      - Kastelenbuurt

    - Donderberg en Hoogvonderen
      - Sterrenberg
      - Hoogvonderen

  - 'Stadsdeel' Maasniel (zelfstandige gemeente tot 1959)
    - Maasniel
      - Kern Maasniel
      - Leeuwen (dorp)
      - Tegelarijeveld-Broekhin
      - De Wijher en omgeving

    - Asenray
      - Moethagen-Hertenpaal
        - Spik (buurtschap)
        - Straat (buurtschap)

      - Asenray en buitengebied
        - Maalbroek (buurtschap)
        - Asenray (dorp)
        - Thuserhof (buurtschap)

  - 'Stadsdeel' Herten (zelfstandige gemeente tot 1991)
    - Herten
      - Ool (Buurtschap)
      - Herten (dorp/wijk)
        - Mussenberg

      - Merum (dorp/wijk)
        - Oolderveste
        - Molenveld

      - Aan de Rijksweg (Buurtschap)

  - 'Stadsdeel' Swalmen (zelfstandige gemeente tot 2007)
    - Swalmen
      - Swalmen-centrum
      - Swalmen en Heistraat en Kroppestraat (Groenekruisgebied)
      - Heide
      - Asselt (buurtschap)
      - Martin Giessen-Bosstraat (buurtschap)
      - Boukoul (dorp)
      - Verspreidde huizen Swalmen
        - Einde (buurtschap)
        - Wieler (buurtschap)
        - Reubenberg (Industrieterrein)

## Herindeling Midden-Limburg
Roermond speelde een belangrijke rol in de gemeentelijke herindeling in Midden-Limburg in 2007. Aanvankelijk zou de gemeente worden uitgebreid met Swalmen. Roermond vreesde dat uitbreiding met alleen Swalmen onvoldoende bestuurskracht zou opleveren. Swalmen beoogde een fusie met Beesel. De behandeling van het wetsvoorstel in de Tweede Kamer (op 13 juni 2006) en de Eerste Kamer (op 13 september 2006) leidde tot het uitvoeren van het oorspronkelijke, door de provincie gedane voorstel, waardoor per 1 januari 2007 een centrumgemeente van ca. 54.000 inwoners is ontstaan.
Roermond is daarmee qua inwonertal de vijfde gemeente van Limburg geworden. Deze positie werd overgenomen van Kerkrade en Weert. De getalsmatige afstand tot de vier grotere gemeenten, Maastricht, Sittard-Geleen, Venlo en Heerlen, blijft vrij aanzienlijk.

## Inwoneraantal

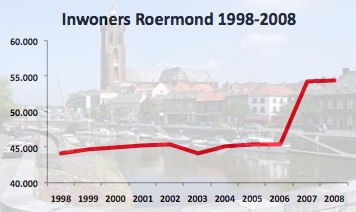
Bevolkingsontwikkeling gemeente Roermond in de periode 1998-2008. Merk op dat per 1-1-2007 de gemeente Swalmen bij Roermond gevoegd werd.

Het inwoneraantal van de gemeente Roermond groeide in de periode 1998-2006 met zo'n 1.300 inwoners tot ruim 45.000. Het jaar 2003 gaf op de jaarlijkse groei echter een opvallende uitzondering te zien. In het jaar 2007 was de bevolkingstoename beduidend groter. De samenvoeging met Swalmen op 1 januari 2007 zorgde voor een groei naar ruim 54.000 inwoners en sindsdien groeit het inwoneraantal van de gemeente jaarlijks. Dit in tegenstelling tot de meeste gemeenten in Limburg, die sinds enkele jaren een daling vertonen; in Roermond zal deze daling later inzetten.
In onderstaande tabellen staan voor de periode 1998-2006 de inwoneraantallen van de gemeenten Roermond en Swalmen en voor de jaren vanaf 2007 die van de samengevoegde gemeente Roermond. De cijfers zijn steeds van 1 januari van het desbetreffende jaar. Cijfers gemarkeerd met een asterisk (*) zijn voorlopig.
|          | 1998   | 1999   | 2000   | 2001   | 2002   | 2003   | 2004   | 2005   | 2006   |
| -------- | ------ | ------ | ------ | ------ | ------ | ------ | ------ | ------ | ------ |
| Roermond | 44.128 | 44.708 | 44.952 | 45.195 | 45.332 | 45.344 | 45.159 | 45.348 | 45.457 |
| Swalmen  | 8.523  | 8.540  | 8.590  | 8.612  | 8.627  | 8.687  | 8.764  | 8.812  | 8.844  |
| Totaal   | 52.651 | 53.248 | 53.542 | 53.807 | 53.959 | 54.031 | 53.923 | 54.160 | 54.301 |
| Verschil |        | + 597  | + 294  | + 265  | + 152  | - 928  | + 892  | - 108  | + 141  |

|          | 2007   | 2008   | 2009   | 2010   | 2011   | 2012   | 2013   | 2014   | 2015   | 2016   | 2017   | 2018   | 2019   | 2020   | 2021    |
| -------- | ------ | ------ | ------ | ------ | ------ | ------ | ------ | ------ | ------ | ------ | ------ | ------ | ------ | ------ | ------- |
| Aantal   | 54.248 | 54.446 | 54.731 | 55.212 | 55.595 | 56.165 | 56.690 | 56.929 | 57.005 | 57.010 | 57.390 | 57.761 | 58.209 | 58.260 | 58.763* |
| Verschil | - 53   | + 198  | + 285  | + 481  | + 383  | + 570  | + 525  | + 239  | + 76   | + 5    | + 380  | + 371  | + 448  | + 51   | + 503   |

Bron: Centraal Bureau voor de Statistiek (CBS)

## Stadsbestuur

### Gemeenteraad
De gemeenteraad heeft 31 zetels te verdelen. De verdeling bij de gemeenteraadsverkiezingen sinds 1986 is als volgt:
| Gemeenteraadszetels                                  | Gemeenteraadszetels | Gemeenteraadszetels | Gemeenteraadszetels | Gemeenteraadszetels | Gemeenteraadszetels | Gemeenteraadszetels | Gemeenteraadszetels | Gemeenteraadszetels | Gemeenteraadszetels | Gemeenteraadszetels |
| Partij                                               | 1986                | 1990                | 1994                | 1998                | 2002                | 2007                | 2010                | 2014                | 2018                | 2022                |
| ---------------------------------------------------- | ------------------- | ------------------- | ------------------- | ------------------- | ------------------- | ------------------- | ------------------- | ------------------- | ------------------- | ------------------- |
| Liberale Volkspartij Roermond                        | -                   | -                   | -                   | -                   | -                   | -                   | 0 (7)**             | 10                  | 9                   | 11                  |
| GroenLinks                                           | 1                   | 3                   | 4                   | 4                   | 3                   | 2                   | 2                   | 4                   | 7 (6)***            | 5                   |
| CDA                                                  | 8                   | 9                   | 7                   | 5                   | 5                   | 5                   | 5                   | 5                   | 5                   | 3                   |
| Demokraten Swalmen                                   | -                   | -                   | -                   | -                   | -                   | 3                   | 2                   | 3                   | 3                   | 3                   |
| VVD                                                  | 4                   | 4                   | 5                   | 7                   | 10                  | 9                   | 11 (4)**            | 3                   | 2                   | 2                   |
| D66                                                  | -                   | 1                   | 1                   | 1                   | 1                   | -                   | 1                   | 2                   | 2                   | 2                   |
| Stadspartij Roermond                                 | -                   | -                   | -                   | -                   | 1                   | 1                   | 1                   | 1                   | 1                   | 2                   |
| PvdA                                                 | 7                   | 4                   | 4                   | 4                   | 3                   | 5                   | 4                   | 3                   | -                   | 2                   |
| SP                                                   | -                   | -                   | -                   | -                   | -                   | 3                   | 2 (0)*              | -                   | 1                   | 1                   |
| DENK                                                 | -                   | -                   | -                   | -                   | -                   | -                   | -                   | -                   | 1                   | -                   |
| Burgerbelangen Roermond                              | -                   | -                   | -                   | -                   | 3                   | 3                   | 2                   | -                   | -                   | -                   |
| Partij voor de Eenheid                               | -                   | -                   | -                   | -                   | -                   | -                   | 1                   | -                   | -                   | -                   |
| Fractie PeeT! / OPA                                  | -                   | -                   | -                   | -                   | -                   | -                   | 0 (1)*              | -                   | -                   | -                   |
| Roermond Sociaal                                     | -                   | -                   | -                   | -                   | -                   | -                   | 0 (1)*              | -                   | -                   | -                   |
| Fractie Heijnen                                      | -                   | -                   | -                   | -                   | 2                   | -                   | -                   | -                   | -                   | -                   |
| Liberalen '97                                        | -                   | -                   | -                   | -                   | 1                   | -                   | -                   | -                   | -                   | -                   |
| Demokraten Maasniel, Asenray, Leeuwen                | 3                   | 3                   | 3                   | 3                   | -                   | -                   | -                   | -                   | -                   | -                   |
| Demokraten Roermond                                  | -                   | 3                   | 2                   | 2                   | -                   | -                   | -                   | -                   | -                   | -                   |
| AOV/Unie 55+                                         | -                   | -                   | -                   | 1                   | -                   | -                   | -                   | -                   | -                   | -                   |
| Centrum Democraten                                   | -                   | -                   | 1                   | -                   | -                   | -                   | -                   | -                   | -                   | -                   |
| Demokraten Roermond, Veld, Kapel, Kemp, Kitskensberg | 1                   | -                   | -                   | -                   | -                   | -                   | -                   | -                   | -                   | -                   |
| Raad '70                                             | 1                   | -                   | -                   | -                   | -                   | -                   | -                   | -                   | -                   | -                   |
| Totaal                                               | 25                  | 27                  | 27                  | 27                  | 29                  | 31                  | 31                  | 31                  | 31                  | 31                  |
| Opkomst %                                            | 61,0                | 48,9                | 59,3                | 55,8                | 51,9                | 71,6                | 50,9                | 54,2                | 54,6                | 47,1                |

Algemene opmerkingen:
- In verband met de herindeling met Swalmen, liep de raadsperiode van 2007 tot 2010, in plaats vanaf 2006.
- Omdat het inwoneraantal van de gemeente Roermond na de samenvoeging van Swalmen groeide tot meer dan 50.000, steeg het aantal zetels in de gemeenteraad van 29 naar 31. De samenvoeging met Herten in 1991 zorgde eveneens voor twee extra te verdelen zetels.
- GroenLinks nam in 1986 deel als Roermond Links.
- Stadspartij Roermond nam in 2002 deel als Fractie Coenen.

Wijzigingen in de zetelverdeling:
- (*) Fractielid Mijntje van Beers besloot na een meningsverschil in september 2011 (raadsperiode 2010-2014) om de SP-fractie te verlaten en verder te gaan in de door haar opgerichte partij Roermond Sociaal. In oktober 2013 stapte Petra Beeren, het enige overgebleven SP-raadslid in de fractie, op nadat de landelijke SP het vertrouwen in de Roermondse SP had opgezegd. Beeren behield haar zetel en maakte de raadsperiode in eerste instantie af onder de naam Fractie PeeT!, later als OPA (Ouderen Politiek Actief) i.v.m. opstap naar de gemeenteraadsverkiezingen.
- (**) De VVD had aan het begin van de raadsperiode 11 zetels. In september 2013 stapten zeven fractieleden na een ruzie met het landelijk partijbestuur over de kandidatuur van Jos van Rey uit de VVD-fractie en gingen zij verder onder de naam Liberale Volkspartij Roermond. De VVD-fractie bestond daarna uit vier fractieleden.
- (***) In 2021 vertrok Erwin Leenheer uit de GL-fractie.

### College van B en W
Henk van Beers (CDA) was sinds 2002 burgemeester van Roermond, maar legde deze functie in verband met zijn pensioen per februari 2012 neer. Mede vanwege het feit dat er rond die periode een onderzoek liep naar mogelijke belangenverstrengeling van VVD-wethouder Jos van Rey, werd Van Beers benoemd tot waarnemend burgemeester. Op 23 oktober 2012 stapte de VVD uit de coalitie naar aanleiding van een onderzoek naar de van corruptie verdachte Jos van Rey, die een dag eerder vanwege dit onderzoek was teruggetreden. Als gevolg van het VVD-fractiebesluit stapten ook de overige 2 VVD-wethouders uit het college. Van Beers nam op 1 februari 2013 afscheid van de gemeente Roermond. Peter Cammaert (CDA) volgde hem op als waarnemend burgemeester. De plek van de VVD in de coalitie werd overgenomen door GroenLinks, D66, Stadspartij, Democraten Swalmen en Roermond Sociaal, die samen met CDA en PvdA de  coalitie gingen vormen (16 zetels). De plek van de vertrokken VVD-wethouders werd op 17 januari 2013 ingenomen door Marianne Smitsmans-Burhenne (GroenLinks) en Ferdinand Pleyte (D66), die samen met de zittende wethouders Wim Kemp (CDA) en Gerard IJff (PvdA) het college van B&W completeerden. Op 30 januari 2015 werd Rianne Donders-de Leest geïnstalleerd als de nieuwe burgemeester. Op 1 november 2022 is zij gestopt als burgemeester, na jaren van ruzie over de bestuurscultuur. Met ingang van 15 november 2022 was Onno Hoes waarnemend burgemeester. Sinds 20 september 2023 is Yolanda Hoogtanders burgemeester van Roermond.
- Yolanda Hoogtanders, burgemeester
- Dirk Franssen, locoburgemeester, LVR-wethouder
- Marianne Smitsmans-Burhenne, GL-wethouder
- Vincent Zwijnenberg, VVD-wethouder
- Felix van Ballegooij, PvdA-wethouder
- Aijiththan Loganathan, LVR-wethouder

### Structuur
| Roermond         | Roermond         | Supranationaal         | Nationaal            | Nationaal            | Provincie           | Waterschap         | Arrondissement               | COROP-Gebied   | Gemeente        |
| ---------------- | ---------------- | ---------------------- | -------------------- | -------------------- | ------------------- | ------------------ | ---------------------------- | -------------- | --------------- |
| Administratief   | Niveau           | Europese Unie          | Nederland            | Nederland            | Limburg             | Limburg            | Limburg                      | Midden-Limburg | Roermond        |
| Administratief   | Bestuur          | Europese Commissie     | Nederlandse regering | Nederlandse regering | Gedeputeerde staten | Dagelijks Bestuur  | Rechtbank Limburg            | -              | College van B&W |
| Administratief   | Raad             | Europees Parlement     | Eerste Kamer         | Tweede Kamer         | Provinciale staten  | Algemeen Bestuur   | Gerechtshof 's-Hertogenbosch | -              | Gemeenteraad    |
| Kiesomschrijving | Kiesomschrijving | Kiesdistrict Nederland | Provincie Limburg    | Kieskring Maastricht | Kieskring Venlo     | Waterschap Limburg | -                            | -              | Roermond        |
| Verkiezing       | Verkiezing       | Europese               | Eerstekamer-         | Tweedekamer-         | Provinciale staten- | Waterschaps-       | -                            | -              | Gemeenteraads-  |

## Lokale omroep
Jarenlang was Omroep VOX de lokale omroep in de gemeente Roermond. De omroep, die voor een groot deel draait op vrijwilligers en door de gemeente wordt gesubsidieerd, miste echter de kwaliteit die de gemeente voor ogen had. Op 1 december 2011 werd de naam van de omroep omgedoopt tot RTV Roermond en sindsdien wordt gewerkt aan verdere professionalisering van de omroep, waarbij het doel is om op termijn ook doordeweeks meer televisie-uitzendingen te programmeren. Anno 2024 heet de omroep ML5 en de omroep zendt uit via de kabel op Ziggo en KPN. Op het radiokanaal wordt 24 uur per dag een afwisseling van liveprogramma's en muziek uitgezonden. Dagelijks zijn er vanaf 17 uur verschillende programma's te zien op het televisiekanaal. ML5 is de publieke lokale omroep van Maasgouw, Leudal en Roermond.

## Millennium Gemeente
Roermond is een Millennium Gemeente.

## Aangrenzende gemeenten
| Aangrenzende gemeenten | Aangrenzende gemeenten | Aangrenzende gemeenten | Aangrenzende gemeenten | Aangrenzende gemeenten |
| ---------------------- | ---------------------- | ---------------------- | ---------------------- | ---------------------- |
|                        |                        | Beesel                 |                        | Brüggen (D)            |
|                        |                        |                        |                        |                        |
| Leudal                 | Niederkrüchten (D)     |                        |                        |                        |
|                        |                        |                        |                        |                        |
| Maasgouw               |                        | Roerdalen              |                        |                        |

## Erfgoed, monumenten
Binnen de gemeente Roermond bevinden zich een beschermd stadsgezicht en een beschermd dorpsgezicht. Verder telt de gemeente 302 rijksmonumenten en zijn er een aantal oorlogsmonumenten, zie:
- Rijksbeschermd gezicht Roermond
- Rijksbeschermd gezicht Asselt
- Lijst van rijksmonumenten in Roermond (gemeente)
- Lijst van oorlogsmonumenten in Roermond

## Geboren in Roermond
- Joop M. Joosten (1926-2017), kunsthistoricus